# Gary Holt
Gary Wayne Holt (født 4. maj 1964 i Richmond, Californien) er en amerikansk guitarist. Han er stifter af thrash metal-bandet Exodus i 1979
sammen med Kirk Hammett og Paul Baloff. Efter Kirk Hammett forlod bandet for at slutte sig til Metallica blev Gary Holt ved med at holde Exodus i gang og efter mange år er Rick Hunolt og han blevet kendt som Exodus' "H-Team" guitarister. Siden Slayers guitarist Jeff Hanneman døde den 2. maj 2013, har Gary Holt været medlem af både Slayer og Exodus.